# 알타무라

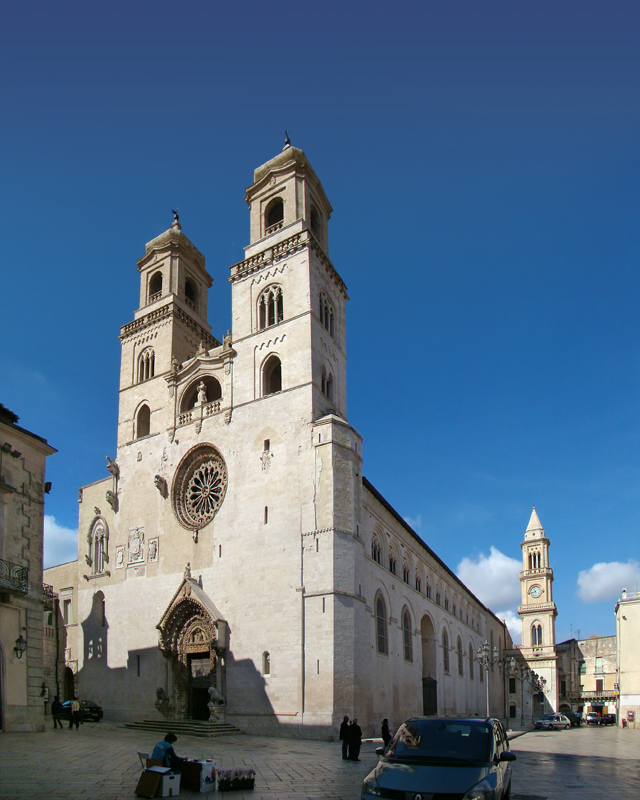
알타무라 성당

알타무라(Altamura)는 이탈리아 남부 풀리아주의 마을이자 코무네이다. 바실리카타주의 경계와 가까운 바리에서 남서쪽으로 45킬로미터 떨어진 바리 광역시의 무지 고원의 언덕들 중 하나이다. 2017년 기준으로 이 지역의 인구 수는 70,595명이다.
이 도시는 특히 파네 디 알타무라로 불리는 품질 좋은 빵으로 유명하다. 이 빵은 다른 수많은 이탈리아 도시들에 판매된다.

## 자매 도시
- 이탈리아 루체라
- 이탈리아 모디카
- 이탈리아 카스텔라나시쿨라

## 저명한 출신
- 조반니 안토니오 델 발초 오르시니: 타란토의 왕자
- 사베리오 메르사단테: 오페라 작곡가

## 군사
제31 이탈리아 육군 탱크연대가 알타무라에 위치해 있다.

## 같이 보기
- 파네 디 알타무라